# Mastwijkerdijk
De Mastwijkerdijk is een straat in de buurtschap Mastwijk in de Nederlandse gemeente Montfoort. De straat verbindt de Lindeboomsweg met Achthoven West en loopt over de dijk ten noorden van de Hollandse IJssel.

## Historisch
De dijk is de basis geweest van de ontginning van de polder Mastwijk in de middeleeuwen. Langs de straat staan twee bouwwerken die volgens het Monumenten Inventarisatie Project van historisch belang zijn:
- Mastwijkerdijk 33, Nieuw Schurenburg, 1908, van lokaal belang (*)
- Mastwijkerdijk, ongenummerd, hefbrug, 1920, van regionaal belang (**)

Achterstraat ·
Blindeweg ·
Bovenkerkweg ·
De Plaats ·
Doeldijk ·
Havenstraat ·
Heeswijkerpoort ·
Heilig Levenstraat ·
Hofdijk ·
Hofstraat ·
Hoogstraat ·
Julianalaan ·
Keizerstraat ·
Lieve Vrouwegracht ·
Lindeboomsweg ·
Mannenhuisstraat ·
Mastwijkerdijk ·
Molenstraat ·
Om 't Hof · 
Om 't Wedde · 
Onder de Boompjes ·
Oude Boomgaard ·
Schoolstraat  ·
Slotlaan ·
Vrouwenhuisstraat ·
Waardsedijk ·
Waterpoort ·
Willeskopperpoort ·
IJsselplein ·
IJsselkade ·
IJsselveld